# Casey Sablowski

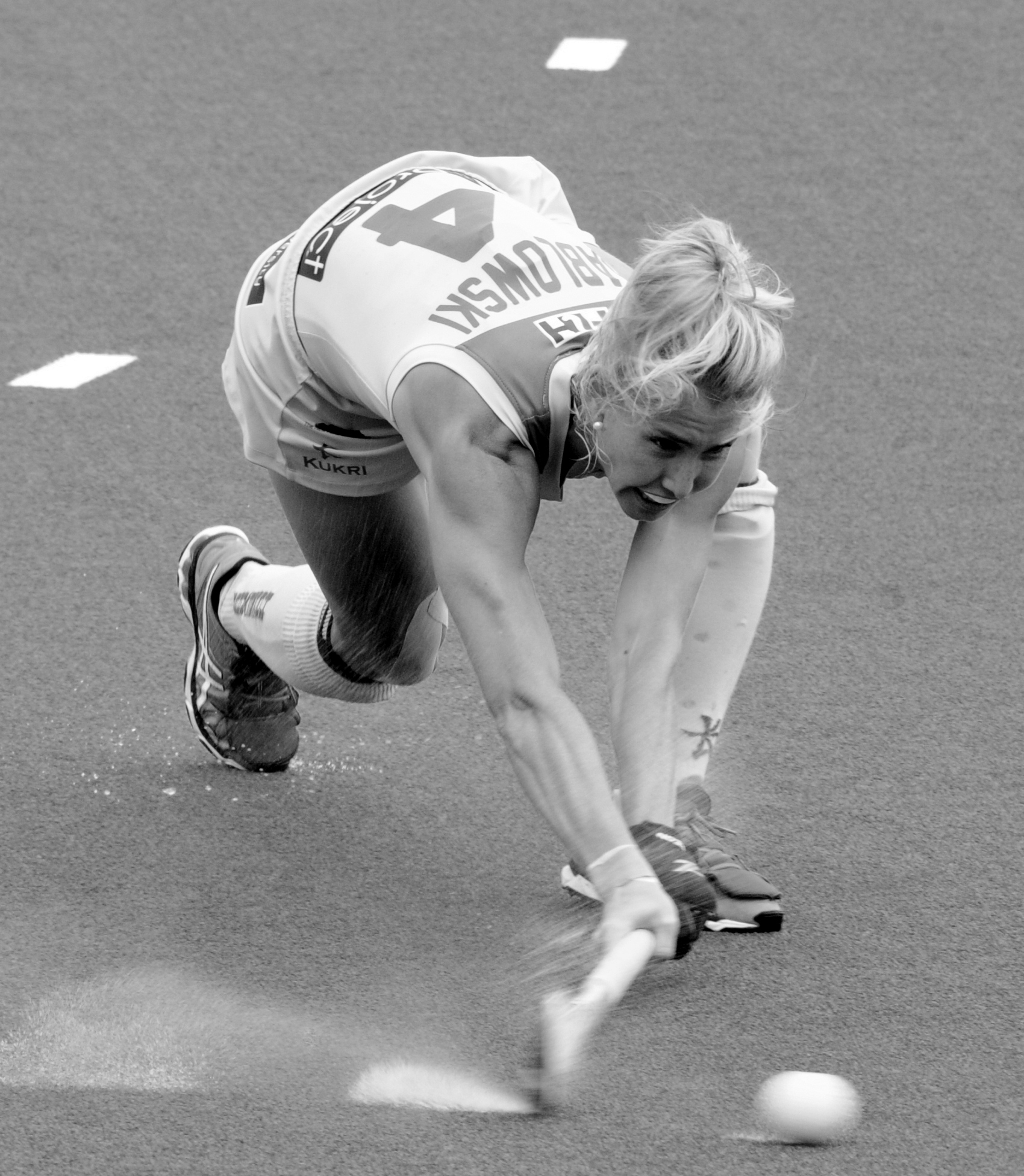
Casey Sablowski bei der Champions Trophy 2016

Casey Lee Sablowski, bis 2015 Casey Lee Eastham, (* 19. März 1989 in Shellharbour) ist eine ehemalige australische Hockeyspielerin, die mit der Australischen Hockeynationalmannschaft bei den Commonwealth Games 2010 und 2014 die Goldmedaille gewann. 2014 war sie Weltmeisterschaftszweite.

## Sportliche Karriere
Casey Sablowski trat in 258 Länderspielen als Defensivspielerin für Australien an und erzielte 48 Tore.
Bei den Olympischen Spielen 2008 in Peking belegten die Australierinnen in der Vorrunde wegen des schlechteren Torverhältnisses den dritten Platz hinter den Chinesinnen, in den Platzierungsspielen erreichten sie den fünften Platz. Mit vier Toren war Casey Eastham erfolgreichste Torschützin ihrer Mannschaft. 2010 belegten die Australierinnen den fünften Platz bei der Weltmeisterschaft. Bei den Commonwealth Games gewannen die Australierinnen das Finale gegen die Neuseeländerinnen. 2012 unterlagen die Australierinnen den Neuseeländerinnen in ihrem ersten Spiel bei den Olympischen Spielen in London. Letztlich verpassten die Australierinnen dadurch das Halbfinale und belegten wie vier Jahre zuvor den fünften Platz.
2014 erreichten die Australierinnen in der Vorrunde der Weltmeisterschaft in Den Haag den zweiten Platz hinter den Niederländerinnen, wobei das direkte Duell mit 0:2 endete. Nach einem Halbfinalsieg im Penaltyschießen gegen die Nationalmannschaft der Vereinigten Staaten trafen die Australierinnen im Finale wieder auf die Niederländerinnen und unterlagen 0:2. Bei den Commonwealth Games in Glasgow gewannen die Australierinnen mit einem Finalsieg über die Engländerinnen. Zum Abschluss ihrer Karriere nahm Sablowski 2016 an den Olympischen Spielen in Rio de Janeiro teil, im Viertelfinale unterlagen die Australierinnen den Neuseeländerinnen.